# آلفرد آسیکاینن
آلفرد آسیکاینن (فنلاندی: Alfred Asikainen; ۲ نوامبر ۱۸۸۸ – ۷ ژانویهٔ ۱۹۴۲) کشتی‌گیر اهل فنلاند بود.
وی در مسابقات کشوری و بین‌المللی در مجموع برندهٔ ۱ مدال طلا، ۱ مدال برنز شده‌است.